# Літературна премія імені Світочів
Літературна премія імені Світочів — обласна щорічна літературна премія, присуджується місцевим авторам за плідну творчу та культурно-просвітницьку діяльність Рівненською обласною державною адміністрацією з 2003 року.

## Історія
Премію створено 5 травня 2003 року розпорядженням Рівненської обласною державної адміністрації № 246 «Про заснування обласної літературної премії імені Світочів».

## Опис премії
Головною метою премії є сприяння творчій діяльності літераторів області, активізації культурної та громадської роботи обласної організації Національної спілки письменників України, відзначення провідних творчих працівників, увічнення пам'яті видатних діячів культури Рівненської обласна.

## Присудження та вручення премії
Премія присвоюється за плідну творчу та культурно-просвітницьку діяльність щорічно у вересні. Щороку присвоюється лише одна Премія. Повторно премія може бути присвоєна літератору за наявності нових визначних досягнень, але не раніше ніж через п'ять років після попереднього присвоєння. Пропозиції щодо претендентів на здобуття Премії подаються до організаційного комітету з присвоєння обласної літературної премії імені Світочів місцевими органами виконавчої влади та органами місцевого самоврядування, громадськими організаціями, творчими спілками, редакціями газет та журналів разом із листом, підписаним керівником організації, яка їх висунула.
Склад організаційного комітету з присвоєння обласної літературної премії імені Світочів затверджується розпорядженням голови Рівненської обласної державної адміністрації. 
Особа, якій присвоюється Премія, отримує звання лауреата обласної літературної премії імені Світочів, їй вручаються диплом та грошова винагорода у розмірі 2,5 тис. гривень.
У разі, коли Премія присуджується декільком особам, кожен лауреат отримує диплом, а грошова винагорода ділиться між ними порівну.

## Лавреати премії
2024
- Сергій Рачинець
- Неоніла Диб'як

2023
- Микола Тимчак[4]

2022
- Андрій Пермяков[5]

2021
- Петро Кралюк[6]

2020
- Ірина Баковецька[7]

2019
- Василь Лящук[8]

2018
- Юрій Береза[9]

2017
- Микола Пшеничний[10]

2016
- Степан Бабій[11]

2015
- Богдан Столярчук

2014
- Борис Боровець

2013
- Олександр Євтушок[12]

2012
- Сергій Курінний

2011
- Петро Велесик[13]

2010
- Євген Цимбалюк[14]

2009
- Лідія Рибенко

2008
- Петро Кралюк

2006
- Євген Шморгун[15]

2004
- Віктор Мазаний